# Nakamikado
Keizer Nakamikado (中御門天皇, Nakamikado-tennō, 14 januari 1702 – 10 mei 1737) was de 114e keizer van Japan, volgens de traditionele opvolgvolgorde. Hij regeerde van 27 juli 1709 tot 13 april 1735.

## Genealogie
Nakamikado’s persoonlijke naam was Yasuhito (慶仁) en zijn titel voor hij keizer werd was Masu-no-miya (長宮).
Hij was de vijfde zoon van keizer Higashiyama. Zelf had hij ten minste 16 kinderen, waaronder de latere keizer Sakuramachi.

## Leven
In 1708 werd Nakamikado tot kroonprins benoemd. Een jaar later trad zijn vader af en volgde hij hem op als keizer. Vanwege Nakamikado’s jonge leeftijd regeerde zijn vader eerst van achter de schermen voor hem verder. Na Higashiyama’s dood nam Nakamikado’s grootvader, Reigen, deze taak over.
Nakamikado’s regeerperiode valt samen met die van de zesde shogun van het Tokugawa-shogunaat, Tokugawa Ienobu, tot de achtste shogun, Tokugawa Yoshimune. De relatie tussen het keizerlijk hof en het shogunaat was redelijk tot goed gedurende Nakamikado’s regering. Er waren plannen voor een huwelijk tussen prinses Yaso-no-miya Yoshiko (八十宮吉子内親王), dochter van keizer Reigen, en de zevende shogun, Tokugawa Ietsugu, maar deze plannen draaiden op niets uit daar de shogun plotseling stierf.
Nakamikado trad in 1735 af ten gunste van zijn zoon, Sakuramachi. Hij stierf twee jaar later op 35-jarige leeftijd.

## Tijdsperioden
Nakamikado’s regeerperiode omvat de volgende tijdsperioden van de Japanse geschiedenis:
- Hoei (1704-1711)
- Shotoku (1711-1716)
- Kyoho (1716-1736)

* Regent Jingu staat niet op de traditionele lijst.